# Fraueneishockey-Endrunde 1984/85
Die Fraueneishockey-Endrunde der Saison 1984/85 war in Deutschland die zweite Endrunde der Frauen, in der der Deutsche Meistertitel vergeben wurde. Auch beim zweiten Endrundenturnier setzte sich der EHC Eisbären Düsseldorf verlustpunktfrei und mit nur einem Gegentor durch.

## Qualifikation zur Endrunde

### Nordrhein-Westfalen
| Pl. | Team                    | Sp. | S  | U | N  | Tore   | Pkt. |
| --- | ----------------------- | --- | -- | - | -- | ------ | ---- |
| 1.  | EHC Eisbären Düsseldorf | 14  | 14 | 0 | 0  | 137:15 | 28   |
| 2.  | EC Bergkamen            | 14  |    |   |    | 63:21  | 23   |
| 3.  | EDM Köln                | 14  |    |   |    | 70:26  | 21   |
| 4.  | EHC Unna                | 14  |    |   |    | 31:45  | 13   |
| 5.  | ERC Dortmund            | 14  |    |   |    | 28:59  | 12   |
| 6.  | TEG Netphen             | 14  |    |   |    | 29:69  | 8    |
| 7.  | GSC Moers               | 14  |    |   |    | 18:6   | 6    |
| 8.  | DEC Iserlohn            | 14  | 0  | 1 | 13 | 11:86  | 1    |

### Hessen
| Pl. | Team          | Sp. | S | U | N | Tore  | Pkt. |
| --- | ------------- | --- | - | - | - | ----- | ---- |
| 1.  | ERC Rödermark | 8   |   |   |   | 15:11 | 10   |
| 2.  | SGE Frankfurt | 8   |   |   |   | 19:14 | 9    |
| 3.  | EC Darmstadt  | 8   |   |   |   | 8:19  | 5    |

## Endrunde
Die Ligadurchführung erfolgte durch den Deutschen Eishockey-Bund. Die Spiele fanden in Rödermark statt.

### Teilnehmer
| aus NRW               | EHC Eisbären Düsseldorf und EC Bergkamen |
| aus Hessen            | ERC Rödermark                            |
| aus Baden-Württemberg | IGES Reutlingen/Esslingen                |
| aus Berlin            | Berliner Schlittschuhclub                |
| aus Bayern            | EV Füssen                                |

| Gruppe A                                                                                               | Gruppe A       | Gruppe A | Gruppe A | Gruppe A | Gruppe A | Gruppe A | Gruppe A |
| --- | -------------- | -------- | -------- | -------- | -------- | -------- | -------- |
| Platz                                                                                                  | Mannschaft     | Spiele   | Siege    | Unent.   | Niederl. | Tore     | Punkte   |
| 1. | EHC Düsseldorf | 2        | 2        | 0        | 0        | 17:1     | 4:0      |
| 2. | EV Füssen      | 2        | 1        | 0        | 1        | 6:8      | 2:2      |
| 3. | ERC Rödermark  | 2        | 0        | 0        | 2        | 1:15     | 0:4      |
| - ERC Rödermark – EV Füssen 1:5 - EHC Düsseldorf – ERC Rödermark 10:0 - EV Füssen – EHC Düsseldorf 1:7 |                |          |          |          |          |          |          |

| Gruppe B | Gruppe B                  | Gruppe B | Gruppe B | Gruppe B | Gruppe B | Gruppe B | Gruppe B |
| --- | ------------------------- | -------- | -------- | -------- | -------- | -------- | -------- |
| Platz | Mannschaft                | Spiele   | Siege    | Unent.   | Niederl. | Tore     | Punkte   |
| 1. | IGES Reutlingen/Esslingen | 2        | 2        | 0        | 0        | 10:0     | 4:0      |
| 2. | EC Bergkamen              | 2        | 0        | 1        | 1        | 2:5      | 1:3      |
| 3. | Berliner SC               | 2        | 0        | 1        | 1        | 2:9      | 1:3      |
| - Berliner SC – EC Bergkamen 2:2 - IGES Reutlingen/Esslingen – Berliner SC 7:0 - EC Bergkamen – IGES Reutlingen/Esslingen 0:3 |                           |          |          |          |          |          |          |

### Play-offs
Spiel um Platz 5
|  | ERC Rödermark | 2:0 | Berliner SC |  |

Halbfinale
|  | EHC Düsseldorf | 3:0 | EC Bergkamen |  |

|  | IGES Reutlingen/Esslingen | 1:2 | EV Füssen |  |

Spiel um Platz 3
|  | IGES Reutlingen/Esslingen | 3:1 | EC Bergkamen |  |

Finale
|  | EHC Düsseldorf | 5:0 | EV Füssen |  |

Damit wurde der EHC Eisbären Düsseldorf Deutscher Meister der Frauen.